# Kastell Sa’neh
Kastell Sa’neh, Sa’aneh oder Sa‛ne beziehungsweise Sounva/Sountha/Sounoa, altgriechisch Σουνοα, ist eine römische Grenzbefestigung, einen halben Kilometer östlich der neuzeitlichen Siedlung Sa’neh im Gouvernement as-Suwaida im Süden Syriens. Der Ort befindet sich in der semiariden Wüstenzone des Hauran. Die Stadt Bostra, in römischer Zeit Heimatstandort der Legio III Cyrenaica, liegt fast 48 Kilometer südwestlich. Die guterhaltene Anlage von Sa’neh mit der angrenzenden Zivilsiedlung (Vicus) ist bis heute nur geringfügig erforscht. Ausgrabungen fanden bisher keine statt. Bei Sa’neh handelt es sich wahrscheinlich um den aus einer griechischen Inschrift als Σουνοα bekannten Ort. Der antike Name könnte sich daher in dem arabischen Ortsnamen erhalten haben. Das Kastell gehörte zunächst zur Provinz Arabia Petraea und wurde im Zuge der Verwaltungsreformen während der Regierungszeit des Kaisers Diokletian (284–305) am Ende des 3. Jahrhunderts der neuerrichteten Provinz Arabia in der Diözese Oriens zugeordnet.

## Lage
Die Fortifikation befindet sich auf über 1365 Höhenmetern, rund 13 Kilometer östlich des 1803 Meter hohen Vulkanberges Jebel el-Druze. In prähistorischer Zeit hinterließen die durch intensiven basaltischen Vulkanismus entstandenen mächtigen Lavafelder im weiten Umfeld des Jebel eine ausgeprägte Basaltwüste, die sich durch den südsyrischen Hauran bis nach Jordanien hinzieht. Das Wetter kann auf dem hochgelegenen Basaltplateau des Hauran empfindlich kalt werden. Auf einer Länge von gut 50 Kilometern im Nord-Süd-Verlauf hält das Bergmassiv des Jebel el-Druze die aus dem Mittelmeerraum im Westen heranziehenden Wolken ab. Dies führt zu starken Niederschlägen im Winter. Dadurch werden die Gipfelzonen des Hauran mit einer dicken Schneedecke überzogen und die Hänge bis in eine Höhe von etwa 1000 Metern weiß gefärbt. Die Risse in den Basalten der Region sind nicht homogen. Die Infiltration durch das Wasser ist daher regional unterschiedlich. Es gibt Hohlräume in der Felslandschaft, die einen Großteil der Niederschläge speichern und erst nach und nach wieder abgeben. Der Jebel el-Druze ist daher ein mächtiges Reservoir, das den Niederschlag reguliert. Die grünen Westhänge mit ihren Kermeseichenwäldern und Anbauflächen sind ab dem Herbst feucht, während die Osthänge nur wenig Niederschlag erhalten. Die Ruinen des Kastells wurden nicht durch spätere Windablagerungen verdeckt und heben sich daher deutlich von der kahlen Oberfläche der Basaltwüste ab. Archäologische Luftbilder zeigen, dass das Land am Kastell in der Antike für den Anbau von Feldfrüchten genutzt worden ist, denn es bilden sich auf der Oberfläche Steinwälle und Schutthaufen ab, die während der landwirtschaftlichen Kultivierung entstanden. Ähnliche Wälle und Steinhaufen prägen auch in anderen Teilen Syriens und Jordaniens den Grundriss antiker Felder.
Vom Kastell aus bot sich den Soldaten ein weiter Blick über die wüstenartige Steppe, der nach Westen jedoch von den Bergen begrenzt wurde. Die Fortifikation wurde auf dem Basaltplateau in einer nach Süden hin um rund zehn Meter abfallenden Lage errichtet, denn unmittelbar südlich bricht das Land in die tief eingeschnittene Schlucht des Wadi Bouisan ab. Nur unweit dieser Stelle befindet sich noch etwas südlicher das Wadi Sam. Die beiden ungefähr westöstlich verlaufenden Trockentäler vereinigen sich knapp 3,5 Kilometer östlich des Kastells. Die Wadis bilden den Anfang einer westöstlichen Zugangsstraße vom Hauran über das vorgeschobene Kleinkastell Namara ins östliche Landesinnere. Zudem konnte von Sa’neh aus die Provinzmetropole Bostra erreicht werden. Das Kastell wurde daher an dieser Stelle errichtet, um einen der Zugangswege nach Bostra zu kontrollieren. Bedeutender blieb aber die südlich gelegene Trasse durch das Wadi Sirhan, dessen Sicherung das Grenzkastell Qasr al-Azraq übernahm. Von dort aus verlief die Limesstraße über Deir el-Kahf und das Kastell Mothana hierher. Nur rund 10 Kilometer nördlich befindet sich das anschließende Grenzkastell Diyatheh.
Im Nordosten des Kastells Sa’neh ist auf Luftbildern die relativ große Zivilsiedlung zu erkennen. Es scheint, dass diese Siedlung eine Ummauerung besaß. Ohne Ausgrabungen gibt es jedoch keine Hinweise darauf, ob die Garnison später oder früher als das Dorf errichtet wurde. Die nach Süden verlaufende Strata Diocletiana kam von Norden über das Kleinkastell Tell Asfar und den Kastellort Diyatheh hierher.

## Forschungsgeschichte
Den frühesten Kurzbericht über das Kastell lieferte der deutsche Diplomat und Orientalist Johann Gottfried Wetzstein (1815–1905), als er im Frühjahr 1858 nach Sa‘ne kam. Wetzstein glaubte beim Anblick der Ruinen jedoch, es würde sich um das herrschaftliche Schloss eines unbekannten Geschlechts und Reiches handeln, das zu Verteidigungszwecken errichtet worden war und am Ende gewaltsam zerstört wurde. Er besuchte die Garnison von der Ortschaft Sa’neh aus, kam an der Nordseite der Umfassungsmauer vorbei und betrat das Innere über das Osttor. Der neuzeitliche Ort Sa‘ne war nach Wetzsteins Angaben verödet. An einem Gebäude neben der Moschee entdeckte er zwei sekundär vermauerte antike Inschriften in griechischer Sprache. Eine der Inschriften stammte vom Grabbau eines Soldaten.
Im Jahr 1901 besuchten der französische Altorientalist René Dussaud (1868–1958) und der orientalische Sprachexperte Frédéric Macler (1869–1938) die neuzeitliche Siedlung Sa’neh, jedoch nicht das Kastell und verließen den Ort daher ohne nennenswerte Entdeckungen. Dussaud schlug 1902 vor, die Fundstätte mit Sountha zu identifizieren, einem Ort, der auf einer Inschrift erwähnt wird, die in dem 2,70 Kilometer südlich gelegenen Dorf Rushaydah entdeckt wurde. Der französische Archäologe Maurice Dunand (1898–1987) war der 1931 der Erste, der vorschlug, die Ruinen von Sa’neh als römisches Kastell zu identifizieren.
Den wichtigsten Auftakt zur Erforschung der Fundstätte im 20. Jahrhundert bildete das 1934 erschienene Buch des französischen Jesuitenpaters und archäologischen Luftbildpioniers Antoine Poidebard (1878–1955), der zwei Aufnahmen des Garnisonsorts veröffentlichte. Poidebard hinterließ jedoch weder eine Beschreibung oder einen Interpretationsplan noch scheint er eine Feldbegehung durchgeführt zu haben. Möglicherweise blieb die Fortifikation aufgrund aller fehlenden Informationen und ihrer abseitigen Lage daher von der Wissenschaft lange Zeit unbeachtet. Daher lieferte erst der französische Archäologe Maurice Lenoir (1946–2010) den bisher gründlichsten Bericht über das unausgegrabene Kastell. Bereits im Zuge seiner Dissertation wurde er durch die exzellente Qualität der historischen Luftaufnahmen Poidebards und die fast allgemeine Unkenntnis über den Fundplatz fasziniert. Auf seinen Vorschlag hin machten der Archäologe und Historiker Thomas Bauzou, damals am Institut français du Proche-Orient (IFAPO), und der archäologische Bauforscher Henri Brois von der École française de Rome zunächst den Standort des Kastells ausfindig und nahmen im Oktober 1989 eine erste Besichtigung vor. In Begleitung von Bauzou besuchte dann auch Lenoir selbst im Juni 1990 erstmals die Garnison. Er erstellte einen Interpretationsplan auf Grundlage der Luftaufnahmen und der Beobachtungen vor Ort. Dieser Plan wurde im Oktober desselben Jahres durch Broise sowie durch die Archäologen Vincent Jolivet und Frank Braemer vom Centre national de la recherche scientifique überprüft und verbessert. Lenoir selbst hatte 1997 in Begleitung des Orientalisten und Althistorikers Jean-Marie Dentzer (1935–2020), des damaligen Direktors des IFAPO, noch einmal die Gelegenheit, dem Kastell einen Kurzbesuch abzustatten.

## Baugeschichte

Das Kastell in einer digitalen Umsetzung der von Lenoir vorgegebenen Bemaßungen unter Mitverwendung eines historischen Luftbildes von Poidebard

Die Region stand unmittelbar nach der Annexion des Nabatäerreiches während der Regierungszeit des Kaisers Trajan (98–117) im Jahr 106 n. Chr. unter ständiger militärischer Kontrolle. Trotz Umstrukturierungen in der Armee und im Grenzschutz setzte sich diese Situation im vierten Jahrhundert und wahrscheinlich auch in Teilen des fünften Jahrhunderts fort. Es gibt keine Inschriften, die auf militärische Bauten nach der Mitte des 5. Jahrhunderts hinweisen, und ab der Zeit um 500 (Militäredikt des Kaisers Anastasius I.) lassen sich auch keine verschriftlichten Hinweise mehr auf das Militär in den Kastellen finden. Die militärischen Einschreibungen verschwanden jedoch nicht, und die Grenzen blieben bewacht. Diese Veränderungen lassen auf neue Gewohnheiten und möglicherweise auch auf einen tiefgreifenden Wandel in der Gesellschaft und in der Organisation der Truppen schließen. Zu diesem Zeitpunkt könnte das Kastell von Sa’neh jedoch schon nicht mehr existiert zu haben. Es bleibt allerdings fraglich, warum schwerpunktmäßig Garnisonsorte südlich und östlich der Provinzmetropole Bostra, darunter das südlich an Sa’neh anschließende, über die Limesstraße erreichbare Grenzkastell Mothana, nachweislich auch noch um 500 bestanden. Möglicherweise wurden an anderen Militärstandorten im Umfeld von Bostra entsprechende Inschriften wie das Militäredikt noch nicht gefunden oder sie sind unrettbar zerstört. Wie wichtig die Sicherung der großen Metropolen im Hinterland der spätrömischen Provinz Arabia für Rom war, beschreibt der um 395 verstorbene Ammianus Marcellinus in seinem Geschichtswerk Res Gestae. Dort gebe es „… hervorragende Möglichkeiten für Handelsbeziehungen und stark ausgebaute große und kleine Kastelle, um die Angriffe der benachbarten Stämme abzuwehren … In diesen Gemeinden befinden sich auch einige große Städte, Bostra und Gerasa sowie Philadelphia, die durch die Stärke ihrer Mauern sehr sicher sind.“ Ammianus betont mit seinen Aussagen ganz besonders die Abhängigkeit des wirtschaftlichen Wohlstands von einem effektiven Grenzschutzsystem und zusätzliche rückwärtige Sicherungsmaßnahmen für die wichtigsten Großstädte.

### Umwehrung
Das mit seiner Hauptachse südsüdwestlich-nordnordöstlich orientierte Kastell bildet ein Quadrat mit einer Seitenlänge von rund 87 Metern (= 0,75 Hektar). Die Umfassungsmauer ist, wie bereits Wetzstein feststellte, rund 2,3 Meter breit und bis zu einer Höhe von 3 Metern erhalten. Sie wurde aus behauenen Basaltblöcken in einem regelmäßigen Verband errichtet. Vom Wehrgang konnten bisher keine Spuren gefunden werden. Auch nicht von einer Treppe, die nach Wetzstein im Kastellinneren rechts vom Osttor dorthin führen sollte.
Insgesamt besaß die Garnison zusammen mit den Tortürmen zwölf, zumindest nach außen hin abgerundete Türme, die weit aus dem Verband der Umfassungsmauer hervorsprangen. Vier dieser Türme waren in jeder Ecke der Umfassungsmauer integriert. Ihre abgerundete Form blieb teilweise noch an der Nordwest- und vor allem an der Südost- und Südwestecke sichtbar erhalten. Aufgrund der durch den Versturz der Bauten abgelagerten Schuttmassen können ihre exakte Form und ihr Durchmesser ohne Ausgrabungen nicht genau bestimmt werden. Die östliche und westliche Umfassungsmauer, an der sich mittig die beiden einzigen Tore des Kastells befinden, besitzt keine Zwischentürme. Die sich gegenüberliegenden Tore werden durch die zentrale Lagerhauptstraße miteinander verbunden. Der stark verfallene Zustand der Tore lässt ohne Ausgrabungen keine genauen Beobachtungen zu. Lenoir maß die jeweils einspurigen Durchfahrten der Tore mit einer Breite von rund vier Metern ein. Wetzstein hatte als Maß bei seinem Besuch 3,60 Meter angegeben. Die beiden Tore wurden von je zwei vorspringenden Tortürmen flankiert. Die Länge der beiden Kurtinen zwischen den Ecktürmen und dem nächststehenden Torturm beträgt an der östlichen und westlichen Flanke rund 35 Meter. An der nördlichen und südlichen Umfassungsmauer, an der es keine Tore gibt, teilen zwei Zwischentürme die Kurtinen in drei gleiche Teile. Für die Abstände zwischen diesen Türmen gab Lenoir rund 25 Meter an.

### Innenbebauung

#### Straßen
Der Verkehr innerhalb der Garnison wurde durch die Lagerringstraße (Via sagularis), die in Ost-West-Richtung zwischen den beiden Toren verlaufende Lagerhauptstraße und vier von diesen beiden Straßen rechtwinklig abgehende, von Norden nach Süden verlaufende Nebenstraßen mit ungleichmäßiger Breite gewährleistet. Die Via sagularis, die das Kastell entlang der Umfassungsmauer und Türme im Inneren umgibt, ist an der Nordseite mit 3,50 Meter und an der Ostseite mit 4,65 Meter gleichmäßig breit. Im Westen variiert ihre Breite zwischen 4,10 Meter und 3,55 Meter. Im Süden bildet sie auf zwei Dritteln ihrer Strecke einen 8,90 Meter breiten Platz, der sich im südwestlichen Drittel auf 5,10 Meter verjüngt. Die Lagerhauptstraße, die das Kastell von Osten nach Westen durchzieht, besitzt nach Lenoir eine gleichmäßige Breite von 8,10 Metern und ist das strukturierende Element der Garnison, denn sie teilt das nutzbare Areal in eine nördliche und eine südliche Hälfte. In der nördlichen Hälfte flankieren zwei von der Hauptstraße rechtwinklig abzweigende Straßen das dort mittig angelegte Stabsgebäude (Principia). Die östliche dieser Straßen mündet nach nur wenigen Metern in einen großen Platz in der Nordostecke des Kastells. Zu Wetzsteins Zeiten war dieser Platz „voll der schönsten Mandelbäume“. Die westliche Straße scheint durch den möglicherweise später hinzugefügten Anbau einer nordsüdlich orientierten Raumflucht an die Principia nachträglich etwas nach Westen verlegt worden zu sein. In ihrem heutigen Verlauf durchquert diese 3,5 Meter breite Straße das gesamte Lager von Norden nach Süden.

#### Südliche Lagerhälfte
Die den Principia genau gegenüberliegende zentrale Doppelkaserne in der südlichen Lagerhälfte wird gleichfalls von zwei Straßen, darunter die genannte, 3,5 Meter breite Nord-Süd-Straße, gesäumt. An diesen beiden Straßen befindet sich links und rechts der Doppelkaserne je eine weitere mit ihrer nördlichen Schmalseite an die Lagerhauptstraße anstoßende Mannschaftsunterkunft, die beide ein zur Doppelkaserne hin offenes, nicht ganz symmetrisches Karree bilden. Entlang der Lagerhauptstraße ist die Doppelkaserne 30 Meter breit, während die beiden anderen Kasernenblöcke jeweils nur eine Breite von rund 20 Metern besitzen. Sowohl die Doppelkaserne als auch die östlich anschließende Mannschaftsunterkunft sind je 28 Meter lang, während der westlichste Kasernenbau mit 31 Metern sogar drei Meter länger ist. Die Doppelbaracke wird mittig von einem nord-südlich verlaufenden Weg durchschnitten, der vor dem Haupttor der Principia beginnt und im Süden an der Via sagularis mündet.

#### Nördliche Lagerhälfte
Nach den Feldbegehungen durch Lenoir bilden die Principia ein geschlossenes Rechteck von 27 × 20 Meter, was einer Fläche von 540 Quadratmetern entspricht. Dieser Verwaltungsbau beherrscht die Mitte der Nordhälfte des Kastells. Das Bauwerk konnte von der Lagerhauptstraße aus über den Hauptzugang, der wiederum mittig an der südlichen Schmalseite lag, betreten werden. Unmittelbar hinter dem Eingangstor befindet sich ein fast quadratischer, 15 × 18 Meter großer Innenhof, der offenbar nicht durch eine umlaufende Portikus gegliedert war. Nur der möglicherweise nachträgliche Anbau an der westlichen Längsseite der Principia besaß an der südwestlichen Ecke des Innenhofs eventuell Zugänge, die auf den Hof hinausführten. Dieser Anbau bestand aus einer Flucht von vier hintereinandergeschalteten Räumen. Die hintere Schmalseite des Innenhofes wird von einer querliegenden, die ganze Breite der Principia einnehmenden, rechteckigen Halle dominiert, die als 5 × 18 Meter große Basilica zu identifizieren ist und über einen mittig zum Innenhof stehenden Zugang verfügt. An die Basilica schließt sich rückwärtig eine Flucht aus drei rechteckigen Räumen an. Den mittleren Raum bildet das 5 × 6,5 Meter große Fahnenheiligtum (Aedes principiorum), das wahrscheinlich höher als die vorgelagerte Basilica war und sich in einer Achse mit dem Haupteingang der Principia an der Lagerhauptstraße befindet. Das Heiligtum wird von je einem quadratischen Raum flankiert und beschließt mit diesen beiden Räumen nach Norden hin in einer Flucht das Stabsgebäude. In diesen angrenzenden Räumen wurden in aller Regel Teile der Verwaltungsangelegenheiten für ein Kastell geregelt. Ein weiterer, rechteckig-länglicher Baukörper, der die gesamte nördliche Schmalseite einnimmt, wurde an die Rückwand der Principia angebaut. Er hat im Inneren ungefähr die gleichen Abmessungen wie die Basilica und scheint nicht nur deutlich niedriger als das Fahnenheiligtum, sondern auch niedriger als die Basilica gewesen zu sein.
Gleichfalls in der Nordhälfte des Kastells befindet sich unmittelbar westlich der Principia ein rund 20 × 20 Meter großer quadratischer Gebäudeblock, dessen innere Struktur jedoch sehr schwer zu bestimmen ist. Lenoir sah dort eine weitere mögliche Mannschaftsunterkunft, doch wäre dort auch der traditionelle Platz für das Haus des Lagerkommandanten. Nördlich des gerade genannten Gebäudeblocks liegt die bereits von Wetzstein festgestellte Zisterne an der Nordwestecke der Garnison. Der 8 × 11 Meter große, schuttverfüllte Wasserspeicher besitzt eine noch erkennbare Tiefe von etwa 1,50 Metern.
Das östliche Drittel der Nordhälfte des Kastells ist bis auf ein länglich-rechteckiges Gebäude mit drei langgestreckten Räumen entlang der Lagerhauptstraße unbebaut und war, wie bereits beschrieben, zu Wetzsteins Zeiten mit Mandelbäumen bestanden. Der rund 30 × 30 Meter große, quadratische Platz muss mehreren Zwecken gedient haben. Wahrscheinlich bestand sein Hauptsinn darin, durchziehenden Truppen oder Karawanen, die durch das nahe gelegene Tal hierherkamen, einen Biwakplatz zu bieten. Die drei Räume, die den Platz im Süden begrenzen, könnten nach Lenoir Vorstellung als Ställe gedeutet werden.

## Grabinschrift
Kαίαμος εὐφρ-

ονέων πολυλήει-

ος ἐνθάδε κεΐται,

ἐξ ἰδίης στρατιῆς

σῆμα πονησἀμε

νος
Übersetzung: „Kaiamos der Kluge, der reichen Ertrag (reiche Beute) gewonnen hat, liegt hier. Er hat dieses Grabmal aus (den Erträgen) seiner militia (seines Militärdienstes) mit Mühe errichtet.“
Kaiamos war ein Einheimischer und Veteran, der offensichtlich im Kastell Sa’neh als römischer Soldat gedient hatte. Die im Text genannte „reiche Beute“ spiegelt die Mentalität der Beduinen wider, die er nicht abgelegt hat. Es geht also nicht um Raub, sondern um sein im römischen Dienst erworbenes Eigentum, das er weiterhin mit dem Begriff „Beute“ identifiziert. Die Benutzung dieses Wortes in diesem Zusammenhang ist noch von anderen Inschriften bekannt.

## Datierung
Die wenigen chronologischen Angaben, die vor Lenoirs Forschungen für das Lager von Sa'neh vorgeschlagen wurden, erfolgten ausschließlich auf typologischer oder vergleichender Basis. Poidebard ordnete die Garnison 1934 trotz einiger Bedenken den „alten Lagern“ des Prinzipats zu, also der Zeit vor dem Regierungsantritt des Kaisers Diokletian. Lander zählt 1984 das Kastell zu jenen Anlagen, die während des provinzübergreifenden Grenzschutz- und Ausbauprogramms durch Kaiser Septimius Severus (193–211) errichtet wurden. Jüngere typologische Untersuchungen durch Derek A. Welsby kamen 1998 zu dem Schluss, die Anlage sei eine Gründung aus der Zeit „um 300“. Diese Zeitstellung für das Kastell gab 2011 auch der israelische Historiker Ariel S. Lewin an.
Um den Erbauungszeitraum eindeutiger bestimmen zu können, hat Lenoir bei seinen Untersuchungen Feldbegehungen vorgenommen, bei denen sich jedoch nur geringe Mengen an Oberflächenkeramik fand. Neben Alltagskeramik und einem Tegula-Fragment, die nicht datiert werden konnten, wurden als einzige chronologisch sortierbare Formen Terra-Sigillata-Scherben erkannt. Das Spektrum der von Lenoir bis 1997 gesammelten und ausgewerteten Scherben umfasste daher nur 15 Fragmente. Die chronologischen Perioden und Datierungen richten sich nach der durch den amerikanischen provinzialrömischen Archäologen Samuel Thomas Parker (1950–2021) für den Limes Arabicus erarbeiteten Darstellung von 2006. Die angegebenen abweichenden Angaben stammen von Lenoir, der die 1972 veröffentlichten Auswertungen des britischen klassischen Archäologen John W. Hayes als Grundlage nahm.
| Anzahl | Zeitstellung                                                        | Bemerkung                                 |
| ------ | ------------------------------------------------------------------- | ----------------------------------------- |
| 3      | Wandscherben; spätrömisch II–frühbyzantinisch I/frühbyzantinisch IV | ca. 193–363/450–502 (Lenoir: 200–350/500) |
| 1      | Randscherbe; spätrömisch III–V                                      | ca. 235–324 (Lenoir: 230/240–325)         |
| 4      | Wandscherben; spätrömisch IV–frühbyzantinisch IV                    | ca. 284–502 (Lenoir: 300–500)             |
| 5      | Wandscherben; spätrömisch IV–umayadisch                             | ca. 284–750 (Lenoir: 300–700)             |
| 1      | gestempelt; frühbyzantinisch I                                      | ca. 324–363 (Lenoir: 325–375)             |
| 1      | Randscherbe; frühbyzantinisch I–IV                                  | ca. 363–502 (Lenoir: 360–470)             |

Lenoir schrieb 2003 zu seiner Keramik-Autopsie, er könne keine Belege liefern, die vor das 3. Jahrhundert n. Chr. hinausgehen, so dass er die Errichtung des Kastells in die severische Zeit datiere. Das Fehlen der spätrömischen Östlichen Sigillata C könne darauf hinweisen, dass die Aufgabe des Kastells vor der Mitte des 5. Jahrhunderts stattfand. Dieser Meinung schloss sich der französische Althistoriker Maurice Sartre an. Lewin hingegen äußerte 2011, es gebe „keine Spuren einer Nutzung im 5. Jahrhundert“.